# 対馬市立大調小学校
対馬市立大調小学校（つしましりつ おおつきしょうがっこう, Tsushima City Otsuki Elementary School）は長崎県対馬市厳原町久根田舎にあった公立小学校。
2018年（平成30年）3月末に閉校し、対馬市立金田小学校に統合された。

## 概要
歴史
1876年（明治9年）に開校した「第五大学区第四中学区豆酘小学校久根浜分校」を前身とする。2016年（平成28年）に創立140周年を迎えた。
校訓
「大調和」（だいちょうわ）
校章
桜と菊の花弁を組み合わせたものを背景にして、中央に校名の「大調」の文字（縦書き）を置いている。
校歌
作詞は西川武治、作曲は陶山聡による。歌詞は3番まであり、各番とも校名の「大調小学校」が登場する。
校区
住所表記で対馬市厳原町の後に「上槻（こうつき）、久根田舎（くねいなか）、久根浜（くねはま）」の続く地域。中学校区は対馬市立佐須中学校。

## 沿革
- 1876年（明治9年）11月20日 - 「第五大学区第四中学区豆酘小学校久根浜分校」が開校。上槻に分教場を設置。
- 1884年（明治17年）10月1日 - 「小茂田学区中等小茂田小学校久根分校」に改称。
- 1886年（明治19年）7月1日
  - 簡易科を設置し、「小茂田学区簡易久根小学校」に改称。
  - 上槻分教場が独立し、簡易上槻小学校となる。
- 1891年（明治24年）9月1日 - 「小茂田学区尋常久根小学校」に改称。簡易上槻小学校を統合し、上槻分校とする。
- 1899年（明治32年）11月8日 - 久根田舎890番地に新校舎が完成し、移転。「大調尋常小学校」に改称。
- 1903年（明治36年）1月9日 - 佐須村立大調農業補習学校が併設され、昼間授業を開始する。
- 1920年（大正9年）
  - 3月31日 - 上槻分校を廃止し、本校に統合。
  - 4月5日 - 新校舎が完成。
  - 5月5日 - 高等科（修業年限2ヶ年）を併置し、「大調尋常高等小学校」に改称。
- 1924年（大正13年）4月20日 - 校舎を増改築し、2階建て3教室が完成。
- 1935年（昭和10年）6月1日 - 青年学校令により、併設の大調農業補習学校が大調青年学校に改称。
- 1941年（昭和16年）4月1日 - 国民学校令により、「大調国民学校」に改称。尋常科を初等科に改称。
- 1947年（昭和22年）4月1日 - 学制改革（六・三制の実施）
  - 旧・国民学校の初等科を改組し、「佐須村立大調小学校」とする。
  - 旧・国民学校の高等科と旧・青年学校を改組し、「佐須村立大調中学校」（新制中学校）とし、小学校に併設。
- 1948年（昭和23年）5月7日 - 大調小・中学校PTAが発足。
- 1949年（昭和24年）5月7日 - 運動場を拡張。
- 1950年（昭和25年）6月3日 - 電話が設置される。
- 1951年（昭和26年）12月21日 - 拡声機が設置される。
- 1956年（昭和31年）9月30日 - 佐須村が厳原町に編入されたことにより、「厳原町立大調小学校・中学校」に改称。
- 1957年（昭和32年）6月9日 - 井戸に電気ポンプを設置し、水道設備が完成。
- 1963年（昭和38年）1月7日 - 校舎の大修理工事が完成。
- 1964年（昭和39年）3月 - 危険校舎となった旧校舎改築のため、新校地の造成を開始。
- 1965年（昭和49年）5月5日 - 現在地に中学校校舎が完成。
- 1966年（昭和41年）4月 - 小学校校舎が完成。移転が完了。
- 1967年（昭和42年）3月25日 - 体育館が完成。
- 1975年（昭和50年）- 運動場を拡張。
- 1987年（昭和62年）8月31日 - 台風12号により被害を受ける。
- 2002年（平成14年）3月31日 - 厳原町立大調中学校が厳原町立佐須中学校に統合され、併設を解消し、小学校単独となる。
- 2004年（平成16年）
  - 3月1日 - 対馬市の発足により、「対馬市立大調小学校」に改称。
  - 3月12日 - 新校舎が完成[3]。
- 2018年（平成30年）
  - 3月11日 - 閉校式を挙行。
  - 3月31日 - 対馬市立金田小学校への統合により閉校。141年の歴史に幕を閉じる。

## アクセス
最寄りのバス停
- 対馬交通 「大調校前」バス停

最寄りの県道
- 長崎県道24号厳原豆酘美津島線

## 周辺
- 久根田舎簡易郵便局
- 旧・久根へき地保育所（2017年（平成29年）3月閉所）
- 福泉寺[4]
- 安徳天皇陵墓参考地[5]
- 大興寺[6]